# Deutsche Börse
Il Gruppo Deutsche Börse è una società che gestisce lo scambio di azioni e altri titoli. Come società di assistenza per i servizi di transazione, dà alle compagnie e agli investitori accesso ai mercati globali.

## Storia

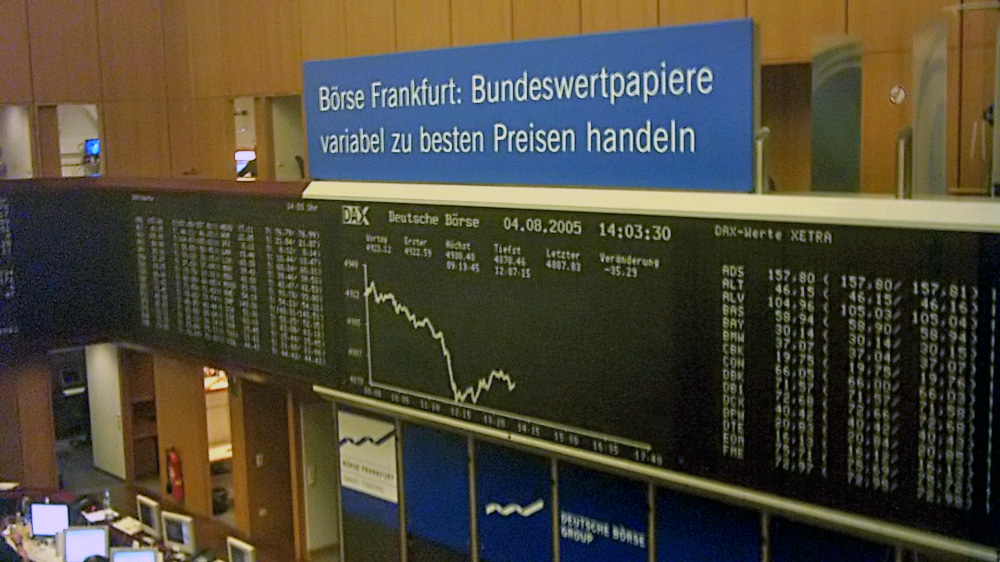
L'interno della Borsa di Francoforte, mercato principale del Deutsche Börse Group

Nel 2001 e nel 2004 Deutsche Börse è stata in negoziato per l'acquisizione del London Stock Exchange, ma l'operazione non è mai riuscita. Nel 2006 la società è entrata in competizione con il NYSE per l'aggregazione con Euronext; quest'ultimo si è però integrato con il NYSE. Dal luglio 2010 la maggior parte dei dipendenti lavora a Eschborn, nel nuovo edificio The Cube.
La società ha più di 3200 impiegati tra Europa, Stati Uniti e Asia, con presenze in Germania, Lussemburgo, Svizzera e Spagna e rappresentanze a Londra, Parigi, Chicago, New York, Hong Kong e Dubai. Anche la FWB Frankfurter Wertpapierbörse (Borsa di Francoforte), uno dei maggiori mercati azionari del mondo e il più grande degli otto tedeschi, è gestita da Deutsche Börse AG.
Deutsche Börse controlla tra l'altro il mercato di strumenti derivati Eurex (in joint venture con la SWX, la Borsa svizzera), e la società Clearstream, che si occupa del deposito accentrato e della liquidazione degli strumenti finanziari negoziati sul mercato tedesco e, più in generale, europeo.